# Championnat de Suisse féminin de football 2012-2013
Navigation
Édition précédente Édition suivante
Le Championnat de Suisse de football féminin 2012-2013 est la 43e édition de la LNA, opposant les dix meilleurs clubs de football féminin en Suisse.
Le format de la compétition se déroule en deux temps. Durant la saison régulière, 10 équipes se rencontrent en match aller et retour. Les 8 premiers font un tour final en divisant les points par deux. Les deux derniers font les play-outs avec les deux premiers de LNB.
Le tenant du titre est le BSC Young Boys.

## Clubs participants
- FC Zürich Frauen
- Grasshopper Club Zürich/Schwerzenbach
- BSC Young Boys
- FC Yverdon féminin
- FC Kriens
- FC Thoune
- FC Staad
- SC Schwyz
- FC Basel
- FC Saint-Gall

## Classement
| \| FCBâle FC Saint-Gall GC Yverdon FC Zurich SC Kriens Young Boys SC Schwyz FC Thoune FC Staad \| Localisation des clubs engagés dans le championnat. |
| FCBâle FC Saint-Gall GC Yverdon FC Zurich SC Kriens Young Boys SC Schwyz FC Thoune FC Staad                                                           |

### Saison régulière
| Rang | Équipe        | Pts | J  | G  | N | P  | Bp  | Bc | Diff |
| ---- | ------------- | --- | -- | -- | - | -- | --- | -- | ---- |
| 1    | ZürichT       | 54  | 18 | 18 | 0 | 0  | 102 | 8  | +94  |
| 2    | Young Boys    | 36  | 18 | 11 | 3 | 4  | 47  | 36 | +11  |
| 3    | FC Kriens     | 32  | 18 | 10 | 2 | 6  | 35  | 22 | +13  |
| 4    | FC Bâle       | 31  | 18 | 9  | 4 | 5  | 32  | 19 | +13  |
| 5    | Yverdon       | 28  | 18 | 9  | 1 | 8  | 33  | 35 | -2   |
| 6    | FC Staad      | 21  | 18 | 6  | 3 | 9  | 28  | 41 | -13  |
| 7    | FC Saint-Gall | 21  | 18 | 6  | 3 | 9  | 23  | 40 | -17  |
| 8    | Grasshopper   | 19  | 18 | 5  | 4 | 9  | 20  | 29 | -9   |
| 9    | SC Schwyz     | 9   | 18 | 2  | 3 | 13 | 13  | 62 | -49  |
| 10   | FC ThouneP    | 9   | 18 | 2  | 1 | 15 | 11  | 52 | -41  |

Légende
- Qualifiés pour le tour final
- Qualifiés pour les barrages maintien-relégation

Abréviations
T : Tenant du titre

P : Promu

### Tour final
| Rang | Équipe        | Pts | J | G | N | P | Bp | Bc | Diff |
| ---- | ------------- | --- | - | - | - | - | -- | -- | ---- |
| 1    | ZürichT       | 48  | 7 | 7 | 0 | 0 | 43 | 1  | +42  |
| 2    | FC Bâle       | 32  | 7 | 5 | 1 | 1 | 17 | 5  | +12  |
| 3    | Young Boys    | 27  | 7 | 7 | 3 | 0 | 21 | 22 | -1   |
| 4    | FC Kriens     | 26  | 7 | 3 | 1 | 3 | 16 | 12 | +4   |
| 5    | Yverdon       | 26  | 7 | 4 | 0 | 3 | 13 | 23 | -10  |
| 6    | Grasshopper   | 16  | 7 | 2 | 0 | 5 | 9  | 16 | -7   |
| 7    | FC Staad      | 15  | 7 | 1 | 1 | 5 | 5  | 27 | -22  |
| 8    | FC Saint-Gall | 15  | 7 | 1 | 1 | 5 | 10 | 28 | -18  |

Légende
- Qualifié pour la  Ligue des champions féminine de l'UEFA 2013-2014

Abréviations
T : Tenant du titre

P : Promu

#### Play-out promotion relégation
| Rang | Équipe       | Pts | J | G | N | P | Bp | Bc | Diff |
| ---- | ------------ | --- | - | - | - | - | -- | -- | ---- |
| 1    | FC Neunkirch | 12  | 6 | 4 | 0 | 2 | 12 | 5  | +7   |
| 3    | FC Schwyz    | 11  | 6 | 3 | 2 | 1 | 5  | 2  | +3   |
| 4    | FC Aarau     | 11  | 6 | 3 | 2 | 1 | 8  | 7  | +1   |
| 4    | FC ThouneP   | 0   | 6 | 0 | 0 | 6 | 4  | 15 | -11  |

Légende
- Promu en LNA
- Relégué en LNB

Abréviations
T : Tenant du titre

P : Promu

### Classement des buteuses
Mise à jour : 8 mai 2020
|   | Buteuse         | Club       | Buts |
| - | --------------- | ---------- | ---- |
| 1 | Inka Grings     | FC Zurich  | 40   |
| 2 | Fabienne Humm   | FC Zurich  | 30   |
| 3 | Maeva Sarrasin  | FC Yverdon | 17   |
| 4 | Michelle Probst | Young Boys | 15   |
| 5 | Claudia Stilz   | FC Staad   | 14   |

Source: Classement des buteuses sur le site de l'ASF pour les 2 phases (manque joueuses transférées à l'étranger)